# Gulbukig tangara
Gulbukig tangara (Bangsia arcaei) är en fågel i familjen tangaror inom ordningen tättingar.

## Utbredning och systematik
Gulbukig tangara delas in i två underarter:
- Bangsia arcaei caeruleigularis – förekommer i sluttningar mot Karibien i Costa Rica
- Bangsia arcaei arcaei – förekommer i fuktigt lågland i västra Panama

## Status
IUCN kategoriserar arten som nära hotad.

## Namn
Fågelns vetenskapliga artnamn hedrar Enrique Arcé, en guatemalansk samlare av specimen i Guatemala, Costa Rica och Panama, medan släktesnamnet Bangsia hedrar den amerikanske zoologen Outram Bangs (1863-1932).